# Морру-Агуду-ди-Гояс
Морру-Агуду-ди-Гояс (порт. Morro Agudo de Goiás)  —  муниципалитет в Бразилии, входит в штат Гояс. Составная часть мезорегиона Центр штата Гойас. Входит в экономико-статистический  микрорегион Серис. Население составляет 2462 человека на 2006 год. Занимает площадь 282,615 км². Плотность населения — 8,7 чел./км².
Праздник города — 10 августа.

## История
Город основан в 1989 году.

## Статистика
- Валовой внутренний продукт на 2003 год составляет 11 867 611,00 реалов (данные: Бразильский институт географии и статистики).
- Валовой внутренний продукт на душу населения на 2003 год составляет 4796,93 реалов (данные: Бразильский институт географии и статистики).
- Индекс развития человеческого потенциала на 2000 год составляет 0,717 (данные: Программа развития ООН).